# 協同クレジットサービス
協同クレジットサービス（きょうどうクレジットサービス、Kyodo Credit Service Co.,Ltd）は、かつて存在したクレジットカード会社。
農林中央金庫が出資していた。

## 概要
通称は「協同クレジット」。カードブランドは「KC」（Kyodo Card 協同カード）で、カード名は「JAカード」。社名は「農業協同組合」から。
国際ブランドは、VISAカード・MasterCardはプリンシパルメンバーとして、JCBカードはフランチャイズ会社として、発行していた。2003年頃から、JAバンクと共にサザエさんを用いたCMを出稿していた。
2005年3月当時で、カード会員数87万人、カード取扱高はショッピング606億円、キャッシング382億円の合計988億円、加盟店数5万店を擁していた。
2006年10月1日にUFJニコス(三菱UFJフィナンシャル・グループ(MUFG)系の信販会社)と合併した。存続会社はUFJニコスで、協同クレジットサービスは解散した。なお、合併したUFJニコスは、その後の翌2007年4月1日に、同じくMUFG系のクレジットカード会社であったDCカードと合併。「三菱UFJニコス株式会社」に商号を変更している。

## 合併に伴う措置
従来のJAカードの扱いおよび合併以降の新規申し込み等が変更され、VISA/MasterCardブランドについては、有効期限をもって強制解約となった。ただし、2006年10月から2007年9月の間に有効期限が来るカードについては、1年間の期限延長という形で切替のカードが来たのちに、切替後の有効期限をもって解約となる。それまでは基本的に従前通りとなる。
JCBブランドについては、2006年10月1日付で旧UFJカード発行のJCBに準ずる扱いとなる。有効期限到来後の切替カードは、旧UFJカード発行のJCBと同一の内容（一部、UFJ JCBで存在しないカードについてはJCB本体発行に準ずる。なお、券面はUFJ JCBではなく、JCB本体と同じデザインとなる）となるが、一般カード相当のものは「JA CARD」として発行されている模様。
キャッシュカード一体型のものについては、ブランドにかかわらず、上記の条件によるクレジット部分の強制解約ないし切替と同時に、キャッシュカード部分を再発行依頼しなければいけない。
2006年10月1日からは、新たにNICOS/VISAブランドのJA CARDの発行を開始した（その後MasterCardブランドも追加）。このカードの発行会社は、秋田日本信販（2007年4月1日より秋田ニコス）などの地方会社がある場合は当該地域会社、ない場合はUFJニコス（2007年4月1日より三菱UFJニコス）が発行会社となる。従前からの利用者も新たに申し込む必要がある。
JAによっては、NICOSブランドのJA CARDと一体型のキャッシュカードを新たに発行する場合もあるため、希望者は、強制切替に伴う再発行手続き時、ないしは、カード申込時に手続きをすれば発行できる。

## その他
初期に発行されていたMasterCardには、裏面にUC・DC・MC（後のUFJ）のロゴマークが記載されていた。当時、日本国内においては、MasterCardの加盟店開放制度が完全に機能しておらず、独自加盟店が少ない協同カードの弱点を補完するための措置であったが、決済口座が限定されていたこと、また、VISA勢力拡大の流れを受けてMasterCardの加盟店開放も進んだために決定的な優位性とはならず、一般的知名度の向上や会員数の拡大には繋がらなかった。
ICカード利用に対するポイントサービス、Plet'sに参加していたが、オールワンICカードで提供していたUFJ銀行（当時）に続いて、2006年5月31日でユーシーカードとともに参加終了した（この時点ではJAカードのみで、合併先であるUFJニコス（当時）が発行するUFJカードは、後に2007年3月31日で終了）。